# Lucia Kleštincová
Lucia Kleštincová (* 18. Juli 1985 in Bratislava) ist die Co-Vorsitzende von Volt Slovensko und Beamtin der Europäischen Kommission. Bei der Europawahl 2024 war sie Spitzenkandidatin ihrer Partei Volt Slovensko, gewann jedoch keinen Sitz.

## Kindheit und Studium
Kleštincová wurde am 18. Juli 1985 in Bratislava geboren. Sie verbrachte ihre Kindheit in Petržalka, Bratislava, wo sie die ersten Jahre der Grundschule besuchte und moderne Gymnastik und Synchronschwimmen trainierte. Während ihrer Schulzeit am achtjährigen Gymnasium Ladislav Novomesky interessierte sie sich für öffentliche Politik und Aktivismus. Als Klassensprecherin rief sie die ersten Abfallverwertungsprogramme der Schule ins Leben und organisierte Bildungsworkshops für ihre Mitschüler, unter anderem zur Aktivierung von Erstwählern vor den Wahlen.
Ab 2003 studiert sie an der Fakultät für Internationale Beziehungen der Wirtschaftsuniversität Bratislava. Sie schloss ihr Studium 2008 mit dem Preis des Rektors für die beste Studentin ab. 2006 absolvierte sie einen Erasmus-Austauschaufenthalt an der Fakultät für Management der Universität Gent in Belgien und 2008 einen Leonardo-da-Vinci-Aufenthalt in Granada, Spanien.
Während ihres Studiums an der Universität sammelte sie Erfahrungen im Bereich der öffentlichen Verwaltung und der Diplomatie, zum Beispiel in der Abteilung für Protokoll und internationale Beziehungen des Nationalrats der Slowakischen Republik, in der Abteilung für Menschenrechte des Außenministeriums der Slowakischen Republik oder in der Konsularabteilung der Botschaft der Slowakischen Republik in London. Bei der Beratungsfirma Weastra war sie an der strategischen Beratung von Unternehmen beteiligt, die sich auf den mitteleuropäischen Märkten etablieren wollten. Anschließend verließ sie ihren Posten an der Botschaft der Republik Türkei in Bratislava aufgrund eines Angebots für ein weiterführendes Studium. Im Studienjahr 2009/2010 studierte sie an der London School of Economics and Political Science, wo sie ihren MSc. in Management in der öffentlichen Verwaltung erhielt.
Im Jahr 2016 schloss Kleštincová das Programm IT Business Agility an der Solvay Brussels School of Economics and Management ab. Sie hat an mehreren Projektmanagement- und Führungskursen teilgenommen. Ihr besonderes Interesse gilt der Förderung weiblicher Führungsqualitäten und Soft Skills als Schlüssel zur Reformierung der Funktionsweise von Organisationen und des Staates. Im Jahr 2020 ließ sie sich im Rahmen des ICF-akkreditierten Executive, Careers and Life Coaching Programms am Kingstown College in Dublin als Coach zertifizieren.

## Karriere
Nach ihrem Abschluss in London arbeitete sie als Analystin und Beraterin von 2010  bis 2013 bei dem IT-Unternehmen PosAm. Sie arbeitete an der Unterstützung von E-Government und leitete außerdem Pro-Bono-Projekte, die darauf abzielten, Universitäten mit den Bedürfnissen des Arbeitsmarktes zu verbinden und die Überwachung der Beschäftigungsfähigkeit von Absolventen in der Praxis einzuführen.
Im Jahr 2013 wurde sie nach einem Auswahlverfahren von den europäischen Institutionen eingestellt. In den folgenden zehn Jahren arbeitete sie als politische Beraterin für die Förderung der industriellen Wettbewerbsfähigkeit bei der Europäischen Kommission (Generaldirektion Binnenmarkt, Industrie, Unternehmertum und KMU). Sie befasste sich mit Maßnahmen zur Förderung des digitalen Binnenmarktes, der Nutzung von Technologien zur Modernisierung der Industrie und der öffentlichen Verwaltung. Sie war als Beraterin für Digitalisierung und Qualifikationen in der Abteilung für Tourismus und in der Abteilung für elektronisches öffentliches Auftragswesen tätig. Während der slowakischen EU-Ratspräsidentschaft war sie an die Vertretung der Slowakischen Republik bei den Europäischen Institutionen abgeordnet und arbeitete im Team für Vorschläge im Bereich der elektronischen öffentlichen Verwaltung. Nach dem Brexit-Referendum erweiterte sich ihre Rolle als Senior Management Adviser der Europäischen Kommission im Bereich Wettbewerbsfähigkeit um die Koordinierung der Vorbereitungen für den Austritt des Vereinigten Königreichs aus dem EU-Binnenmarkt.
Im Rahmen von Aktivitäten, die darauf abzielen, den europäischen Institutionen eine neue Qualität der Führung zu verleihen, leitete sie eine strategische Arbeitsgruppe zur Verbesserung der Qualität der Arbeit mit Talenten, leitete eine Expertengruppe zur Nutzung von Daten im öffentlichen politischen Entscheidungsprozess und gründete mehrere Gruppen zur Unterstützung der persönlichen und beruflichen Entwicklung von Frauen, darunter den Club der slowenischen Frauen in der Europäischen Kommission. Im Anschluss an diese Aktivitäten wurde sie auch als Mitglied der Task Force Gleichstellung von Kommissarin Helena Dalli und als Vertreterin der Europäischen Kommission auf G20-Ebene im Rahmen des Empower-Projekts zur Stärkung der Rolle der Frau in den G20-Ländern nominiert.
In den letzten Jahren hat sie sich vor allem mit Karriere-Coaching beschäftigt und sich dabei auf die Themen weibliche Führung, Burnout-Prävention und gesellschaftliche Auswirkungen spezialisiert. Sie ist auch als Moderatorin, Sprecherin oder Workshopleiterin für Organisationen tätig, die ähnliche Ziele verfolgen.

## Politische Tätigkeit
Bei den Wahlen zum Europäischen Parlament 2019 kandidierte sie für die Koalition Progressive Slowakei – SPOLU, Bürgerdemokratie. Mit 20,11 % der Stimmen belegte die Koalition Progressive Slowakei – SPOLU, Bürgerdemokratie bei der Wahl den ersten Platz. Lucia erhielt 14 894 Vorzugsstimmen, wodurch sie vom ursprünglichen zehnten Platz der Kandidatenliste der Koalition auf den achten Platz vorrückte, zog aber trotzdem nicht ins Europaparlament ein.
Im März 2023 wurde sie Ko-Vorsitzende der Partei Volt Slowakei der paneuropäischen politischen Bewegung Volt Europa. Im November 2023 wurde Kleštincová zur Volt-Spitzenkandidatin für die Europawahl in der Slowakei 2024 gewählt. Im April 2024 wurde Kleštincová als Teil der transnationalen Liste von Volt Europa für die Europawahl 2024 aufgestellt.

## Projekte und Vortragsaktivitäten
Lucia Kleštincová engagiert sich in Projekten zur Unterstützung und Modernisierung der Bildung in der Slowakei, indem sie Bildung und Praxis miteinander verknüpft und Frauen unterstützt, die ihre Talente und ihren Auftrag in ihren Organisationen besser zum Ausdruck bringen, in Führungspositionen aufsteigen oder sich im IT-Sektor engagieren wollen.
- Verbindung der Universitäten mit dem Arbeitsmarkt: Kleštincová war die Gründerin und Leiterin des Projekts unter der Schirmherrschaft des Instituts für Wirtschaftspolitik und Hauptpartnerin des Projekts bei PosAm. Ziel des Projekts war es, die Aufmerksamkeit der allgemeinen und beruflichen Öffentlichkeit auf die Notwendigkeit zu lenken, die praktische Anwendung der Absolventen als notwendige Voraussetzung für die zukünftige Verbesserung der Hochschulbildung zu überwachen.[15][16] Lucia leitete auch die Medienkampagne des Projekts mit dem Titel „Don't have a salami“, an der mehrere bekannte slowakische Persönlichkeiten teilnahmen (z. B. Michal Truban,[17] Michal Meško,[18] Matúš Vallo[19]). Im Rahmen der Kampagne konnten Hunderttausende von Gymnasiasten mehr über die aktuellen Trends auf dem Arbeitsmarkt und gefragte Qualifikationen erfahren.
- Lehrer 2020: Sie war Mitbegründerin der Initiative Lehrer 2020, die darauf abzielt, den Status der Lehrer zu verbessern, einschließlich des finanziellen Einkommens der Lehrer, die Popularität des Lehrerberufs zu steigern, hervorragende Leute für das slowakische Bildungswesen zu gewinnen und qualitativ hochwertige Lehrer für Schüler und Studenten in der Slowakei zu gewährleisten.[20][21]
- You too in IT: Sie ist Botschafterin der Initiative für Frauen, die sich für eine Tätigkeit im IT-Sektor interessieren.[22] Neben einer Reihe von eintägigen Veranstaltungen arbeitet die Initiative auch mit anderen wichtigen Projekten zur Förderung von Frauen im IT-Bereich zusammen. Zum Beispiel der Mini Tech MBA für Frauen. Das Projekt zielt darauf ab, die Karrieren von Frauen in der IT zu fördern und zu zeigen, dass Frauen in die IT gehören.[23]

Lucia Kleštincová hält regelmäßig Vorträge über Bildung, die neue Führungskultur, die Unterstützung von Frauen und psychische Gesundheit am Arbeitsplatz sowie die Modernisierung der öffentlichen Verwaltung durch eine neue Talentmanagementpolitik. Sie nimmt regelmäßig an Konferenzen wie den Profesia Days oder Karriereworkshops an Schulen teil, wo sie ihre Erfahrungen mit der Karriereplanung in Brüssel und in europäischen Institutionen weitergibt, beispielsweise bei den Profesia Days 2022 Bratislava.

## Publikationen
- Podcast Lights on Europe
- Lights on Europe: On values guiding the careers of leaders who shine. 2020, ISBN 978-2-9602675-0-1

## Auszeichnungen und Preise
- 2008: Preis des Rektors der Wirtschaftsuniversität Bratislava für den besten Studenten[2]
- 2020: Santander-CIDOB 35 under 35[25]